# Andrzej Błędowski

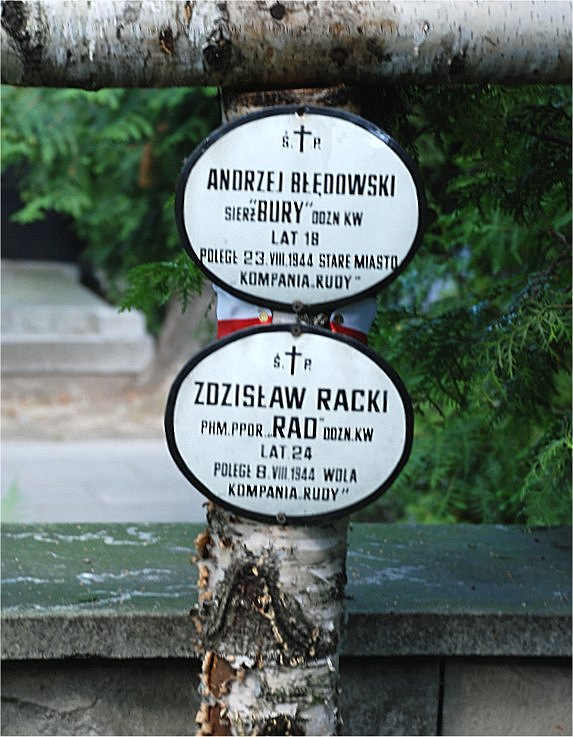
Na Powązkach Wojskowych

Andrzej Błędowski ps. „Bury”, „Biały” (ur. 7 stycznia 1927 w Kutnie, zm. 23 sierpnia 1944 w Warszawie) – sierżant podchorąży, uczestnik powstania warszawskiego w szeregach II plutonu „Alek” 2. kompanii „Rudy” batalionu „Zośka” Armii Krajowej. Syn Wiesława, bratanek Ryszarda Błędowskiego.

## Konspiracja
Był uczniem konspiracyjnego Gimnazjum im. Tadeusza Reytana w Warszawie i harcerzem w działającej przy nim 1. Warszawskiej Drużyny Harcerskiej im. Romualda Traugutta („Czarna Jedynka”). Podczas okupacji niemieckiej działał w polskim podziemiu zbrojnym. Brał udział w akcji Wilanów (atak na posterunek żandarmerii niemieckiej, policji granatowej i „streifę” przy szosie powsińskiej oraz miejsce postoju lotników niemieckich w Wilanowie) i akcji Par (baza leśna). W nocy z 27 na 28 kwietnia 1944 uczestniczył w akcji „Tłuszcz-Urle” (grupa I ataku). Ukończył tajną podchorążówkę z czwartą lokatą w swojej grupie (71 żołnierzy).

## Powstanie warszawskie
W powstaniu warszawskim walczył na Woli i Starym Mieście. Poległ 23 sierpnia 1944 w szpitalu Jana Bożego przy ul. Bonifraterskiej 12. Miał 18 lat. Pochowany wraz z phm. ppor. Zdzisławem Rackim (ps. „Rad”) w kwaterach żołnierzy i sanitariuszek batalionu „Zośka” na Powązkach Wojskowych w Warszawie (kwatera 20A-2-1).
Został odznaczony Krzyżem Walecznych